# Fábula de una conspiración
Fábula de una conspiración es una película colombiana de 2015 dirigida y escrita por Carlos Varela y protagonizada por Fabio Restrepo, Alejandro Aguilar, Lara Corrochano, Vicky Hernández, Elkin Díaz, Manuel Sarmiento y Elizabeth Cervantes.

## Sinopsis
Carlos es un reconocido psiquiatra que pierde a su familia luego de un terrible atentado. Sofía fue la mercenaria encargada de detonar el explosivo en el que Carlos perdió todo. Ambos personajes terminan aliándose ante la intención de los jefes de Sofía de aniquilarla luego de cumplir su trabajo para no dejar ningún cabo suelto.

## Reparto
- Fabio Restrepo
- Lara Corrochano
- Alejandro Aguilar
- Elkin Díaz
- Manuel Sarmiento
- Elizabeth Cervantes
- Vicky Hernández